# Minuartia glabra
Minuartia glabra är en nejlikväxtart som först beskrevs av André Michaux, och fick sitt nu gällande namn av Johannes Mattfeld. Minuartia glabra ingår i släktet nörlar, och familjen nejlikväxter. Inga underarter finns listade i Catalogue of Life.